# سديم مخلب القطة

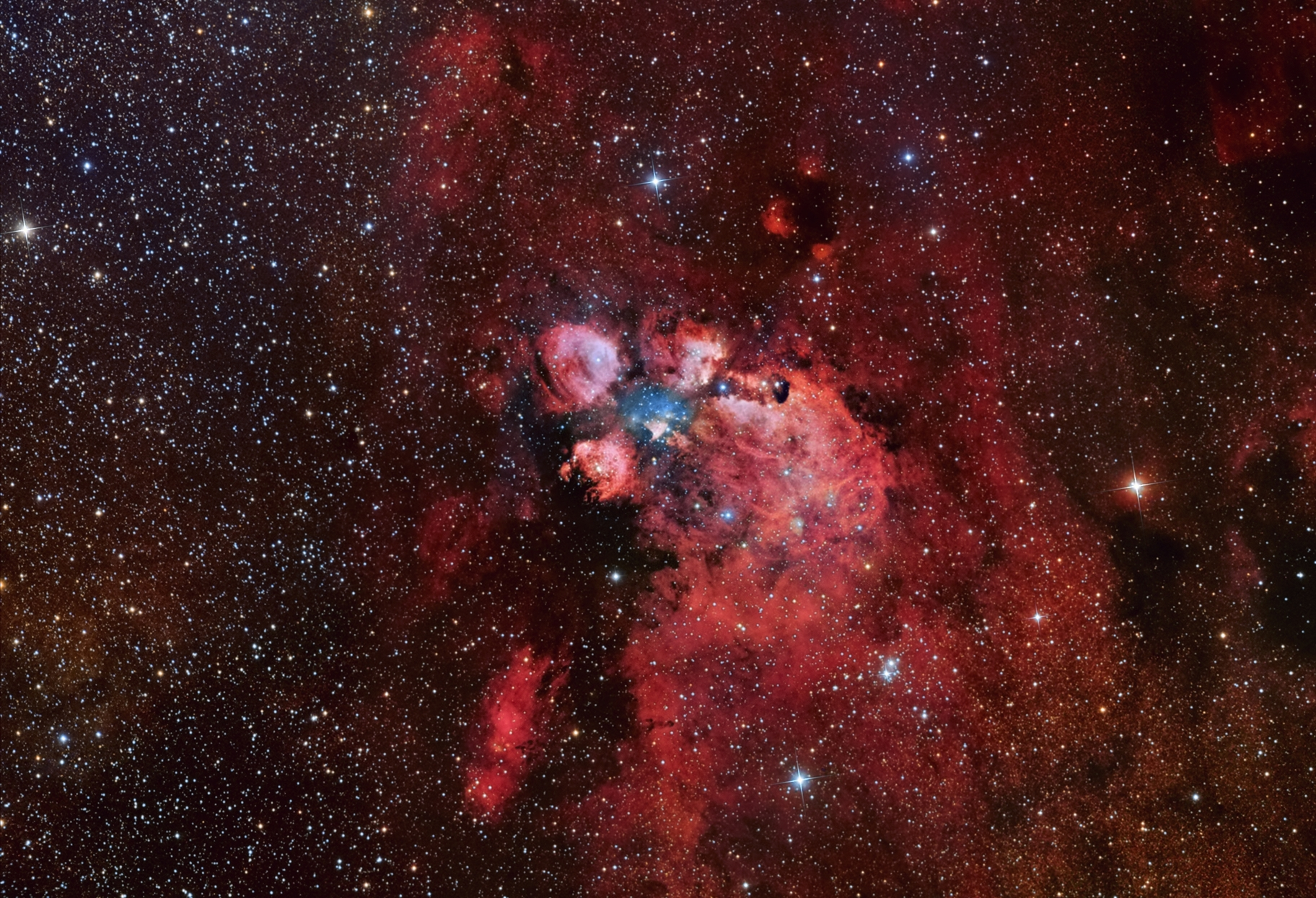
سديم مخلب القطة بالأشعة تحت الحمراء

سديم مخلب القطة (Cat baw nebula) أو سديم إن جي سي 6334، هو سديم إنبعاثي يقع في كوكبة العقرب اكتشف عام 1837 من قبل العالم الفلكي جون هيرشل. يبعد سديم مخلب القط عنا حوالي 5500±970 سنة ضوئيةعن الأرض، وهو يظهر بألوان حمراء نتيجة وجود ذرات الهيدروجين المتأينة في السديم.وهو يحتوي على الاف من النجوم التي ولدت فيه قبل بضعة ملايين من السنين فقط.
إن NGC 6334 هي إحدى أكثر الحواضن النجمية غنىً بالنجوم فائقة الكتلة في مجرتنا وقد تمت دراستها بشكل مكثف من قبل الفلكيين، ويخفي هذا السديم نجوماً زرقاء جديدة شديدة اللمعان– تفوق كتلة كل منها كتلة الشمس بحوالي 10 مرات ولم تولد إلا في الملايين من السنين الماضية فقط، هذا وتعد هذه المنطقة موطناً لنجوم طفلة مدفونة عميقاً في الغبار، ما يجعل دراستها أمر صعباً، إلا أنه وبشكل عام، يمكن أن يحتوي سديم قدم القط على عدة عشرات الالآف من النجوم. يظهر السديم باللون الأحمر حيث أن أضوائه الزرقاء والخضراء مشتتة ويتم امتصاصها بشكل أكثر فعالية من قبل المواد الموجودة بين السديم والأرض، والضوء الأحمر ناتج في الغالب عن غاز الهيدروجين المتوهج نتيجة للوهج القوي الناتج عن النجوم الشابة والساخنة.

## صور أخرى

عدة صور متطابقة من مرصد لاسيلا في تشيلي
المرصد الأوروبي الجنوبي VISTA : صور الاشعة تحت الحمراء لـ NGC 6334 .
- هذا الفيديو يبين صورة الاشعة تحت الحمراء فقط ثم يطابق عليها صورة الاشعة الراديوية المنبعثة من منطقة نشأة نجوم جديدة في المجرة إن جي سي 6334.

## وصلات خارجية
- ناسا بالعربي-نبدأ بترجمة العلم ونشره لنتهتي بصناعة
- On the Trail of a Cosmic Cat — المرصد الأوروبي الجنوبي Photo Release
- سديم مخلب القطة على موقع ويكي سكاي: DSS2, SDSS, GALEX, IRAS, Hydrogen α, X-Ray, Astrophoto, Sky Map, Articles and images
- صورة اليوم الفلكية - Wide Angle: The Cat's Paw Nebula 2010 April 21
- Cat's Paw Nebula at Constellation Guide

1. ↑  | 2014 | يونيو | 18 | NGC 6334 سديم مخلب القط | الصورة الفلكية اليومية نسخة محفوظة 08 مارس 2016 على موقع واي باك مشين.